# Ochetostoma natalense
Ochetostoma natalense is een lepelworm uit de familie Thalassematidae.
De wetenschappelijke naam van de soort werd in 1988 gepubliceerd door R. Biseswar.